# Peter Goullart
Peter Goullart (em russo:  Пётр Гуляр, Moscovo, 1901- Singapura, 5 de junho de 1978) foi um explorador russo, conhecido por uma série de livros que descreviam a vida e costumes de vários povos vivendo em partes remotas da Ásia Oriental e do Sudeste Asiático.

## Vida
Goullart nasceu na Rússia no início do século XX e passou a juventude em Moscovo e Paris. Interessou-se pelo Oriente desde jovem. Depois da Revolução Bolchevique fugiu para a China e residiu em Xangai em 1924. Desenvolveu um interesse no Taoismo e na exploração de partes remotas de áreas montanhosas da China Ocidental.
Viveu em Lijiang durante oito anos, numa altura em que a cidade era vital no comércio e rota de abastecimento da Índia para a China durante a Segunda Guerra Mundial.
Goullart documentou a vida e costumes dos habitantes, em particular do povo Naxi no seu primeiro livro, Reino Esquecido. Nesse livro refere a antiga tradição chinesa na província de Yunnan de lançar balões de ar quente.

## Obras
- Goullart, P., Report on the industrial cooperatives of Likiang, Yunnan, 1945.
- Goullart, P., Forgotten Kingdom, J. Murray, 1957.
- Goullart, P., Princes of the Black Bone. Life on the Tibetan Borderlands, J. Murray, 1959. (published in the US as Land of the lamas: Adventures in secret Tibet, Dutton, 1959)
- Goullart, P., The Monastery of Jade Mountain, J. Murray, 1961.
- Goullart, P., River of the White Lily: Life in Sarawak (Malaysian heritage series), J. Murray, 1965.